# Ca l'Arana i Cal Tet
La zona humida de Ca l'Arana i Cal Tet comprèn una zona de prats inundables, aiguamolls litorals i maresmes de rereduna, entre els quals es troben aquestes dues llacunes: Ca l'Arana i Cal Tet. Aquest espai s'ha vist molt afectat per la creació de la nova llera del riu Llobregat, resultat del desviament del riu, que ara transcorre pel límit NE d'aquesta zona humida. La llacuna de Cal Tet rep les aigües de l'EDAR situada al marge oposat del riu Llobregat i actua com a llacuna de depuració final de les aigües.
Cal Tet és una llacuna d'origen natural recrescuda artificialment. La llacuna de Ca l'Arana és un petit estany d'origen mixt, natural i antròpic. Un mapa del 1890 ja l'assenyalava pràcticament al seu emplaçament actual. Sobre el marge d'aquest estany primigeni, la major part del qual va desaparèixer per la regressió litoral al llarg del segle xx, es va efectuar una extracció d'àrids que va donar lloc a la seva morfologia i superfície actuals (gairebé 6 hectàrees).
En aquesta zona humida apareixen salobrars i jonqueres halòfiles (Schoeno-Plantaginetuim crassifoliae), herbassars humits (Molinio-Holoschoenion, Magnocaricion), canyissars i prats humits de tendència nitròfila (Paspalo-Polypogonion, Trifolio-Cynodontion). A la platja s'hi feia una vegetació psamòfila fragmentària, que s'ha vist afectada pels moviments de terres derivats de la formació dels espigons que delimiten la nova llera del Llobregat. Cal destacar la presència de canyissars turbosos, amb espècies com l'asteràcia caps blaus (Centaurea jacea), la xisca borda (Cladium mariscus) i altres ciperàcies (Cyperus fuscus, Cyperus difformis, Cyperus laevigatus), entre d'altres, que formen comunitats dominades per mansega (Cladium mariscus), de vores d'aigua de terra baixa. Hi ha també algun petit bosquet de pi pinyer (Pinus pinea).
Pel que fa als hàbitats d'interès comunitari, segons la cartografia dels hàbitats hi apareixen els següents:
- 1150 Llacunes litorals -hàbitat prioritari-
- 1320 Espartinars
- 1410 Prats i jonqueres halòfils mediterranis (Juncetalia maritimi)
- 1420 Matollars halòfils mediterranis i termoatlàntics (Sarcocornetea fruticosae)
- 1430 Matollars halonitròfils (Pegano-Salsoletea)
- 7210 Aiguamolls calcaris amb mansega (Cladium mariscus) -hàbitat prioritari-
- 9540 Pinedes mediterrànies.

La fauna és diversa i nombrosa. Destaca, per exemple, la presència de martinet menut (Ixobrychus minutus) i tortuga de rierol (Mauremys leprosa).
Aquest espai disposa de diversos equipaments: torre-observatori, aguait, caseta d'informació, zona d'aparcament, etc. Aquesta zona humida està inclosa a l'espai del PEIN "Delta del Llobregat" i a l'espai de la Xarxa Natura 2000 ES0000146 "Delta del Llobregat". També forma part de la Reserva natural parcial «La Ricarda - Ca l'Arana».